# Escrocs mais pas trop
Pour l'épisode de série télévisée, voir Escroc, mais pas trop.
Pour plus de détails, voir Fiche technique et Distribution.
Escrocs mais pas trop (Small Time Crooks) est un film américain réalisé par Woody Allen, sorti en 2000.

## Synopsis
Ray Winkler, petit truand, surnommé « le Cerveau » par ironie, s'entoure d'une bande de bras cassés pour effectuer un cambriolage dans une banque. Pour cela, Winkler et son équipe décident de creuser un tunnel jusqu'à la salle des coffres depuis le sous-sol d'une petite boutique voisine. Ils demandent à Frenchy, l'épouse de Ray, d'assurer une couverture légale en vendant des cookies. Malgré l'échec lamentable du cambriolage (les compères aboutissent dans une boutique de vêtements), les cookies de Frenchy font fureur et la petite boutique devient du jour au lendemain un véritable empire de la pâtisserie.
Riche mais inculte, Frenchy rêve d'appartenir au beau monde et multiplie les soirées au cours desquelles elle ne peut que constater son manque de classe. Lors d'un dîner, elle rencontre David (Hugh Grant), esthète et directeur d'une galerie d'art qui, croit-elle, pourrait l'aider à sortir de sa condition. Ray déteste sa nouvelle vie et, voyant sa femme s'éloigner de plus en plus de lui, tente de renouer avec ses « racines » en montant un nouveau casse. Profitant de ses nouvelles relations, Ray tente de voler le célèbre collier d'une femme riche en le remplaçant par un faux en verre, mais dans sa maladresse, après avoir finalement réussi à ouvrir le coffre-fort, il confond les deux et emporte le faux collier.
De son côté, Frenchy qui semble définitivement sous le charme de David entame un voyage en Europe avant que le FBI ne la prévienne que ses comptables l'ont escroquée. Désormais sans le sou, elle se réfugie chez David qui se moque alors totalement de son sort. Frenchy s'en retourne finalement auprès de Ray, non sans avoir récupéré un superbe étui à cigarettes qu'elle avait offert à David. Sachant le prix qu'ils pourront tirer de la vente de l'étui, les Winkler sont prêts à entamer une nouvelle vie au soleil de la Floride.

## Fiche technique
Sauf indication contraire, les informations mentionnées dans cette section peuvent être confirmées par les bases de données cinématographiques IMDb et Allociné,  présentes dans la section « Liens externes ».
- Titre original : Small Time Crooks
- Titre français : Escrocs mais pas trop
- Réalisation : Woody Allen
- Scénario : Woody Allen
- Direction artistique : Tom Warren
- Décors : Santo Loquasto
- Costumes : Suzanne McCabe
- Photographie : Fei Zhao
- Son : Gary Alper, Lee Dichter, Robert Hein
- Montage : Alisa Lepselter
- Production : Jean Doumanian
  - Production déléguée : J.E. Beaucaire
  - Coproduction : Helen Robin
  - Coproduction déléguée : Letty Aronson, Charles H. Joffe et Jack Rollins
- Sociétés de production : Dreamworks Pictures et Magnolia Productions, présenté par Sweetland Films
- Sociétés de production : DreamWorks Distribution (États-Unis) ; Pyramide Distribution (France) ; Filmcoopi Zürich (Suisse romande)[1]
- Budget : 18 millions de $[2] ; 25 millions de $[3]
- Pays de production :  États-Unis
- Langue originale : anglais
- Format : couleur (Technicolor / DuArt) — 35 mm — 1,85:1 — son DTS (Mono) / Dolby Digital (Mono)
- Genre : comédie, policier
- Durée : 94 minutes
- Dates de sortie[4] :
  - États-Unis, Québec : 19 mai 2000[5]
  - France : 6 décembre 2000[6]
  - Belgique, Suisse romande : 20 décembre 2000[7],[8]
- Classification[9] :
  - États-Unis : certaines scènes ou propos sont susceptibles de heurter la sensibilité des plus jeunes - accord parental souhaitable (PG - Parental Guidance Suggested)[N 1]
  - France : tous publics[10]
  - Belgique : tous publics (Alle Leeftijden)[7]
  - Suisse romande : interdit aux moins de 7 ans[11]
  - Québec : tous publics (G - General Rating)[5]

## Distribution
Légende : VF : Voix françaises,
- Woody Allen (VF : Jean-Luc Kayser) : Ray Winkler
- Tracey Ullman (VF : Marie-Christine Darah) : Frances Winkler surnommée Frenchy
- Elaine May (VF : Marion Game) : May, la cousine de Frenchy
- Hugh Grant (VF : Pierre-François Pistorio) : David, le directeur d'une galerie d'art
- Michael Rapaport (VF : Olivier Jankovic) : Danny
- Jon Lovitz (VF : Michel Mella) : Benny
- Tony Darrow (VF : Bernard-Pierre Donnadieu) : Tommy
- Elaine Stritch : Chi Chi Potter

## Accueil

### Accueil critique
Dans l'ensemble, Escrocs mais pas trop fut bien reçu par la critique, que ce soit dans les pays anglophones, où il obtient 67 % d'avis favorables sur le site Rotten Tomatoes, sur la base de 99 commentaires et une note moyenne de 6.4⁄10 et un score de 69⁄100 sur le site Metacritic, sur la base de 32 commentaires ainsi qu'en France, où il obtient une note moyenne de 3.4⁄5 sur le site Allociné, sur la base de vingt-six titres de presse.

### Box-office
Pour son premier week-end d'exploitation en salles aux États-Unis et diffusé au départ dans 865 salles, Escrocs mais pas trop démarre à la septième place du box-office avec un résultat de 3 880 723 $, soit une moyenne de 4,486 $. Le week-end suivant, bénéficiant de trois jours, bien que le film soit diffusé dans cinq salles supplémentaires par rapport à sa combinaison moyenne de départ, le long-métrage évolue avec une baisse de 21,2 % (pour le week-end de deux jours) et un résultat de 3 058 631 $, soit un cumul de 8 062 350 $ et une moyenne de 3,515 $ par salles mais augmente de 0,4 % (pour le week-end de trois jours), avec un résultat de 3 897 693 $, soit un cumul de 8 901 412 $ et une moyenne de 4,480 $ par salles , parvenant à se classer à la sixième place du box-office américain.
Pour son troisième week-end, Escrocs mais pas trop évolue avec une baisse de 45,3 % par rapport au résultat précédent et ce, malgré une autre augmentation de salles à le projeter (quatre salles supplémentaires, passant à une combinaison maximale de 874 salles, puis de 886 salles le quatrième week-end) et chute à la huitième place avec 1 673 201 $ de recettes, soit un cumul de 11 164 920 $ et une moyenne de 1,914 $ par salles  et connaît même une sérieuse baisse de recettes avec 59,2 % de pertes pour son septième week-end à l'affiche , avec un cumul de 16 203 231 $ (soit 227,090 $ engrangés sur la période et une moyenne de 912 $ par salles).
Le film finit avec un total de 17 266 359 $,, devenant l'un des plus grands succès de Woody Allen au box-office nord-américain durant la période situé entre Crimes et délits en 1989 et Match Point en 2005, bien que n'ayant pas réussi toutefois à dépasser son budget de production de 18 millions de dollars .
En France, Escrocs mais pas trop fait un bon démarrage pour sa première semaine à l'affiche, car distribué dans une combinaison de départ de 405 salles, se classe à la seconde place du box-office, derrière Dinosaure, avec un total de 369 372 entrées , mais perd 37,27 % de ses entrées la semaine suivante avec 231 704 entrées, soit un cumul de 601 076 entrées, faisant mieux que le précédent long-métrage du réalisateur, Accords et Désaccords, qui affichait seulement 452 752 entrées en deuxième semaine. Restant seize semaines à l'affiche, dont six dans le Top 20, Escrocs mais pas trop totalise 1 038 868 entrées , supérieur à Accords et désaccords (677 222 entrées en fin d'exploitation après sept semaines en salles), mais inférieur aux résultats habituels de Woody Allen, se classant seizième meilleur score du réalisateur sur le territoire français.

## Distinctions

### Récompense
- National Society of Film Critics Awards 2001 : meilleure actrice dans un second rôle pour Elaine May

### Nominations
- American Comedy Awards 2001 : actrice la plus drôle dans un film (Rôle principal) pour Tracey Ullman
- Chlotrudis Awards 2001 : meilleure actrice dans un second rôle pour Elaine May
- Golden Globes 2001 : meilleure actrice dans un film musical ou une comédie pour Tracey Ullman
- Online Film Critics Society Awards 2001 : meilleure actrice dans un second rôle pour Elaine May

### Sélections
- Festival du cinéma américain de Deauville 2000 :
  - Premières - hors compétition pour Woody Allen
  - Film de clôture pour Woody Allen

## Éditions en vidéo
En France, le film Escrocs mais pas trop est sorti en DVD le 19 septembre 2001. Par la suite, le film est ressorti deux fois en DVD le 12 octobre 2011 et le 8 février 2016. Le film est également sorti en VOD le 22 mai 2014, ainsi qu'en Blu-ray le 8 février 2016.